# Mighty Baby
I Mighty Baby sono un gruppo musicale inglese formatosi nel 1968 dopo lo scioglimento dei The Action. Il gruppo ha inciso due album studio (Mighty Baby nel 1969 e A Jug of Love nel 1971).

## Formazione
- Alan "Bam" King - voce, chitarra
- Martin Stone - chitarra
- Ian Whiteman - piano
- Mike Evans - basso
- Roger Powell - batteria

## Discografia

### Album
- 1969 - Mighty Baby
- 1971 - A Jug of Love

### Altro materiale
- 1971 - Devil's Whisper/Virgin Spring (singolo)
- 1971 - Reg King (album con Reg King)
- 1985 - Action Speak Louder Than... (registrato come The Action, registrato nel 1968)
- 2000 - Live in the Attic (live)
- 2010 - Tasting the Life - Live 1971 (live)